# Сокирка Олег Олексійович
Олег Олексійович Сокирка (нар. 24 березня 1976) — український футболіст, що грав на позиції півзахисника. Відомий за виступами в низці команд першої та другої ліг. По закінченні виступів на футбольних полях — український футбольний тренер, очолював тренерський штаб «Арсенала» з Білої Церкви.

## Кар'єра футболіста
Олег Сокирка розпочав виступи на футбольних полях у 1994 році в складі аматорської команди «Нива-Нафтовик» з Корсуня-Шевченківського. У сезоні 1994—1995 року паралельно грав у складі футзальної команди «Уніспорт-Будстар». У 1995 році футболіст став гравцем команди другої ліги «Нива-Космос» з Миронівки, щоправда зіграв у її складі лише 1 матч Кубка України, після чого перейшов до складу аматорської команди «Локомотив» зі Сміли, яка з початку сезону 1996—1997 розпочала виступи в другій українській лізі. У складі команди зі Сміли Сокирка грав до кінця сезону 1997—1998 років, після чого перейшов до складу іншої команди другої ліги «Ригонда» з Білої Церкви, проте зіграв у її складі лише 3 матчі, та перейшов до складу аматорської команди «Рефрижератор» з Фастова.
У 2000 році Олег Сокирка став гравцем команди другої ліги «Оскіл» з Куп'янська, в якій грав до кінця 2001 року. На початку 2002 року футболіст перейшов до складу команди першої ліги «Вінниця» з однойменного міста, в якій грав до кінця сезону 2002—2003 років. На початку сезону 2003—2004 років Сокирка перейшов до складу іншої команди першої ліги «Спартак» з Івано-Франківська, в якій грав до кінця 2003 року, після чого став гравцем команди другої ліги «Геліос» з Харкова. У складі харківської команди гравець виступав до кінця сезону 2004—2005 років, після чого перейшов до складу команди першої ліги «Кримтеплиця», у складі якої провів сезон 2005—2006 років, зігравши у складі команди 18 матчів у чемпіонаті. Сезон 2006—2007 років футболіст розпочав у складі команди другої ліги «Хімік» з Красноперекопська, проте зіграв у складі команди лише 4 матчі в чемпіонаті й 1 матч у Кубку України, після чого перейшов до складу команди «Арсенал» з Білої Церкви. Спочатку Сокирка грав у складі футзальної та аматорської команди клубу, а з початку сезону 2007—2008 років грав уже в складі білоцерківської команди в другій лізі. За підсумками сезону 2008—2009 років «Арсенал» отримав право на підвищення до першої ліги, проте в новому сезоні Сокирка зіграв лише 1 матч у Кубку України, після чого завершив виступи в професійних клубах.

## Тренерська кар'єра
У 2011—2012 роках Олег Сокирка працював начальником команди «Арсенал» з Білої Церкви. З кінця вересня до початку листопада 2012 року колишній футболіст виконував обов'язки головного тренера білоцерківського «Арсенала», після призначення на посаду головного тренера Олега Луткова працював у його тренерському штабі до квітня 2013 року. Паралельно з тренерською роботою Сокирка грав у аматорських клубах «Росичі» (Богуслав) і «Метровагонмаш-ШЗЗЧ» (Шпола). Після звільнення з «Арсенала» Олег Сокирка грав у складі низки аматорських клубів Київщини, Рівненщини і Черкащини. У 2017 році колишній футболіст очолив юнацьку команду АРЗ з Білої Церкви., а в 2019 році грав у складі аматорської команди «Динамо» з Фастова. У 2020 році Олег Сокирка грав у ветеранській першості Житомирської області за команду з Попільні.